# Colloquium marianum

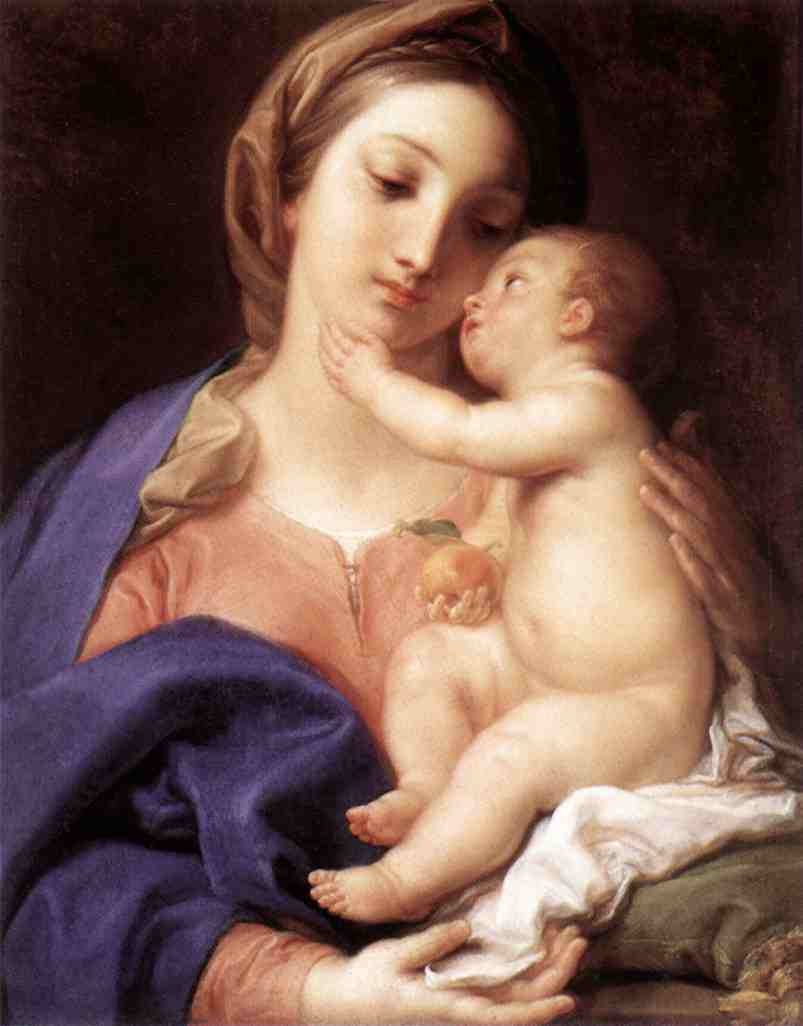
Madonna i el nen de Pompeo Batoni, 1742

El Colloquium marianum va ser un moviment jesuïta d'elit, fundada pel jesuïta Jakob Rem el 1594 a Ingolstadt, Baviera, amb l'objectiu d'assolir la santedat de la vida a través d'un amor cada vegada més profunda de la Mare de Déu.
La filiació al Marianum Col·loqui, un grup d'elit dins de la Confraria de la Mare de Déu, es va basar en la pràctica d'una vida virtuosa, lliure de pecats capitals. Misses diàries davant de la imatge de la Mater admirabilis fomentant el fervor espiritual i un estil de vida mariana. La congregació va ser aprovada el 1612 pel Papa Pau V i, posteriorment, el pare Rem va admetre 400 nous membres. Durant la Guerra dels Trenta Anys (1618-1648), el Colloquium marianum va contribuir a la defensa de l'oració de la fe amb milers de membres masculins. Va arribar amb el temps a ser una organització d'elit, que incloïa membres ben coneguts de la política i la vida pública de l'Església del moment. Durant el Segle de les Llums, i després que l'Ordre dels Jesuïtes fou prohibida pel Papa Clement XIV el 1773, el Colloquium marianum va perdre molts socis i van desaparèixer a poc a poc. El moviment de Schönstatt i la Legió de Maria ressuscitada va recuperar la idea del Pare Rem amb èxit en el segle xx.